# Impasse Ruffin
Pour les articles homonymes, voir Ruffin.
L'impasse Ruffin est une voie située dans le quartier des Champs-Élysées du 8e arrondissement de Paris.

## Situation et accès
L'impasse Ruffin est desservie à proximité par les lignes 1 et 9 à la station Franklin D. Roosevelt.

## Origine du nom
Cette voie tient son nom d'un propriétaire foncier local.